# Chlorocebus aethiops
Chlorocebus aethiops é um Macaco do Velho Mundo com logos tufos brancos de pelo nas laterais da face. Alguns autores o consideram que todos do gênero Chlorocebus é uma espécie somente, Cercopithecus aethiops. A espécie é restrita à Etiópia, Sudão, Djibuti e Eritreia. O limite sul de sua distribuição faz contato com Chlorocebus pygerythrus e com Chlorocebus djamdjamensis. A hibridização ocorre entre essas três espécies.